# Головизнины
Головизнины — деревня в Слободском районе Кировской области в составе Шиховского сельского поселения.

## География
Находится на расстоянии примерно 11 км на восток от Нового моста через Вятку в городе Киров. 

## История
Известна с 1671 года как деревня Спиринская с 1 двором, в 1764 году учтен был 41 житель. В 1873 году в деревне (тогда Борисовская или Булдаки Верхние) было учтено дворов 11 и жителей 116, в 1905 24 и 165, в 1926 32 и 178, в 1950 38 и 124. 
В 1989 году оставалось 17 жителей. 

## Население
Постоянное население  составляло 4 человека (русские 100%) в 2002 году, 8 в 2010.